# ランパサス郡 (テキサス州)
ランパサス郡（ランパサスぐん、英: Lampasas County）は、アメリカ合衆国テキサス州の中央部、エドワーズ高原に位置する郡である。2010年国勢調査での人口は19,677人であり、2000年の17,762人から10.8%増加した。郡庁所在地はランパサス市（人口6,681人）であり、同郡で人口最大の都市は隣接するベル郡とコリエル郡に跨っているコッペラスコーブ市（人口32,032人）である。ランパサス郡は1854年に設立され、郡名はランパサス川に因んで名付けられた。
ランパサス郡は、キリーン・テンプル・フォート・フッド大都市圏に属している。

## 年譜
- ランパサス郡となった地域の最初の住人はインディアンだった。後に名前の分かっている部族はトンカワ族、リパン・アパッチ族、コマンチ族である[5]
- 1721年、アグヤヨ遠征隊が地域を通ったとされている[6]
- 1853年、モーゼス・ヒューズとその病弱な妻ハンナが最初の恒久的開拓者となり、薬効のある泉を生かそうとした[7]
- 1854年、ジョン・パターソンが地域で初めて土地を耕した者になった[8]
- 1855年、エリザベス・スコットとジョージ・W・スコットがバールソンの町の区画を定め、エリザベスの父の名前を採ってバールソンと名付けた。この町が郡庁所在地になったときにランパサスと改名された[5]
- 1856年、テキサス州第6議会が、トラヴィス郡、ベル郡、コリエル郡の一部を合わせてランパサス郡を設立し、ランパサス川に因んで名付けた。ランパサスと改名したバールソンの町が郡庁所在地になった[7]
- 1858年、郡北東部隅がハミルトン郡に組み入れられた[5]
- 1859年、インディアンの攻撃から守るためにランパサス守備隊が結成された[9]
- 1860年、郡人口は1,028人だった。約15%が奴隷だった[5]
- 1861年、戦える男性が南北戦争に参加したために、インディアンの襲撃が増えた[7]
- 1872年、ペリー・タウンゼンとジャスパー・タウンゼンが工場を建てた。この工場は蒸気を使い、生の木材を切断し、小麦やトウモロコシを磨り潰した[10]
- 1874年、ヘンリー・A・チャドウィックと息子のミラムが製材所、製粉所およびコットンジンを建設した[11]
- 1875年、郡内で横行していた牛泥棒や不法な土地取引に対抗するために、ランパサス市で農民同盟が生まれた[5][12]
- 1877年、ランパサス市の酒場で銃撃戦があった[13]
- 1882年、ガルフ・コロラド・アンド・サンタフェ鉄道がベルトンからランパサス市まで延伸された[7]
- 1885年、アメリカ合衆国では最古かつ最大のテキサス銀行家協会がランパサス市で結成された[14]
- 1887年、郡内北部と北東部の一部がミルズ郡に割譲された[5]
- 1892年4月20日、テキサス共和国の娘達の最初の州内での会合がランパサス市で開催された[15]
- 1902年、ランパサス市の市民女性組織であるピーリアン・クラブが認可された[16]
- 1920年代、テキサス電力電灯会社の電力供給が郡内に及んだ[5]
- 1934年、コロラド川下流公社が郡内に電力を供給した[5]
- 1935年、ローリンズ・ブルック病院がランパサス市の近くで開業した[5]
- 1942年、軍隊訓練基地としてフォート・フッドが開設された。ランパサス市のハンコック公園が一時的に軍隊のレクリエーション地域に転用された[7]
- 1949年、ローンスター・ガスが郡内にガス供給を開始した[5]
- 2008年、ランパサス母の日洪水が起こった[17]

## 地理
アメリカ合衆国国勢調査局に拠れば、郡域全面積は714平方マイル (1,849.3 km2)であり、このうち陸地712平方マイル (1,844.1 km2)、水域は2平方マイル (5.2 km2)で水域率は0.27%である。

### 主要高規格道路
- アメリカ国道183号線
- アメリカ国道190号線
- アメリカ国道281号線

### 隣接する郡
- ハミルトン郡 - 北
- コリエル郡 - 北東
- ベル郡 - 南東
- バーネット郡 - 南
- サンサバ郡 - 西
- ミルズ郡 - 北西

## 人口動態
以下は2000年の国勢調査による人口統計データである。
| 基礎データ - 人口: 17,762人 - 世帯数: 6,554 世帯 - 家族数: 4,876 家族 - 人口密度: 10人/km2（25人/mi2） - 住居数: 7,601軒 - 住居密度: 4軒/km2（11軒/mi2） 人種別人口構成 - 白人: 86.75% - アフリカン・アメリカン: 3.10% - ネイティブ・アメリカン: 0.70% - アジア人: 0.75% - 太平洋諸島系: 0.06% - その他の人種: 6.49% - 混血: 2.15% - ヒスパニック・ラテン系: 15.07% 年齢別人口構成 - 18歳未満: 27.6% - 18-24歳: 7.7% - 25-44歳: 27.2% - 45-64歳: 23.0% - 65歳以上: 14.5% - 年齢の中央値: 37歳 - 性比（女性100人あたり男性の人口） - 総人口: 96.3 - 18歳以上: 93.3 | 世帯と家族（対世帯数） - 18歳未満の子供がいる: 35.1% - 結婚・同居している夫婦: 60.7% - 未婚・離婚・死別女性が世帯主: 9.5% - 非家族世帯: 25.6% - 単身世帯: 21.9% - 65歳以上の老人1人暮らし: 10.5% - 平均構成人数 - 世帯: 2.66人 - 家族: 3.08人 収入と家計 - 収入の中央値 - 世帯: 36,176米ドル - 家族: 41,395米ドル - 性別 - 男性: 30,320米ドル - 女性: 20,637米ドル - 人口1人あたり収入: 17,184米ドル - 貧困線以下 - 対人口: 14.1% - 対家族数: 10.7% - 18歳未満: 18.7% - 65歳以上: 14.8% |

## 都市と町
- ベンド、未編入の町、一部がサンサバ郡内
- コッペラスコーブ、一部がベル郡とコリエル郡内
- ケンプナー
- ランパサス - 郡庁所在地
- ロミータ